# Bissy-sous-Uxelles
Bissy-sous-Uxelles település Franciaországban, Saône-et-Loire megyében. Lakosainak száma 68 fő (2022. január 1.). Bissy-sous-Uxelles Bresse-sur-Grosne, Champagny-sous-Uxelles, Chapaize és Malay községekkel határos.

## Népesség
A település népességének változása:
| Lakosok száma | 71   | 70   | 68   | 69   | 69   | 70   | 69   | 68   |
|               | 2013 | 2015 | 2017 | 2018 | 2019 | 2020 | 2021 | 2022 |